# 乌鲁木齐南大寺
南大寺（維吾爾語：جەنۇبىي چوڭ مەسجىد‎)，位于新疆维吾尔自治区乌鲁木齐市天山区解放南路二道桥，是一座伊斯兰教清真寺，为伊斯兰教新疆哲合忍耶派的首坊。

## 历史
哲合忍耶派于清代乾隆年间传入新疆。哲合忍耶派的热依斯（阿拉伯语：رئیس，“首领”的音译）陆宗德在同治九年（公元1870年）于迪化（今乌鲁木齐市）二道桥的一处沿渠低洼处建立了坑坑寺（该寺后迁至南寺台子，后又迁至现老南坊坑坑寺所在地）。同治十年（公元1871年），新疆哲合忍耶派分为两派，即沙沟派和板桥派。分派后，沙沟派另寻他址准备修建新的清真寺。光绪二十三年（公元1897年）前后，海占龙等人筹资在现在的寺址上修建了南大寺。到了民国八年（公元1919年），马绍武与新疆哲合忍耶派热依斯李继良等人主持重建了现在的南大寺。民国十八年（公元1929年），现在的南大寺大殿得以修建。南大寺是新疆和平解放之前，迪化回民二十三坊之一。该寺在1976年和1987年经过重修。
2003年，南大寺大殿被乌鲁木齐市人民政府列为乌鲁木齐市文物保护单位。2006年9月，乌鲁木齐市人民政府为南大寺划定了保护和建设控制地带。其保护范围以南大寺大殿为准向北、西、南延伸五米，向东延伸至解放南路路沿。

## 建筑

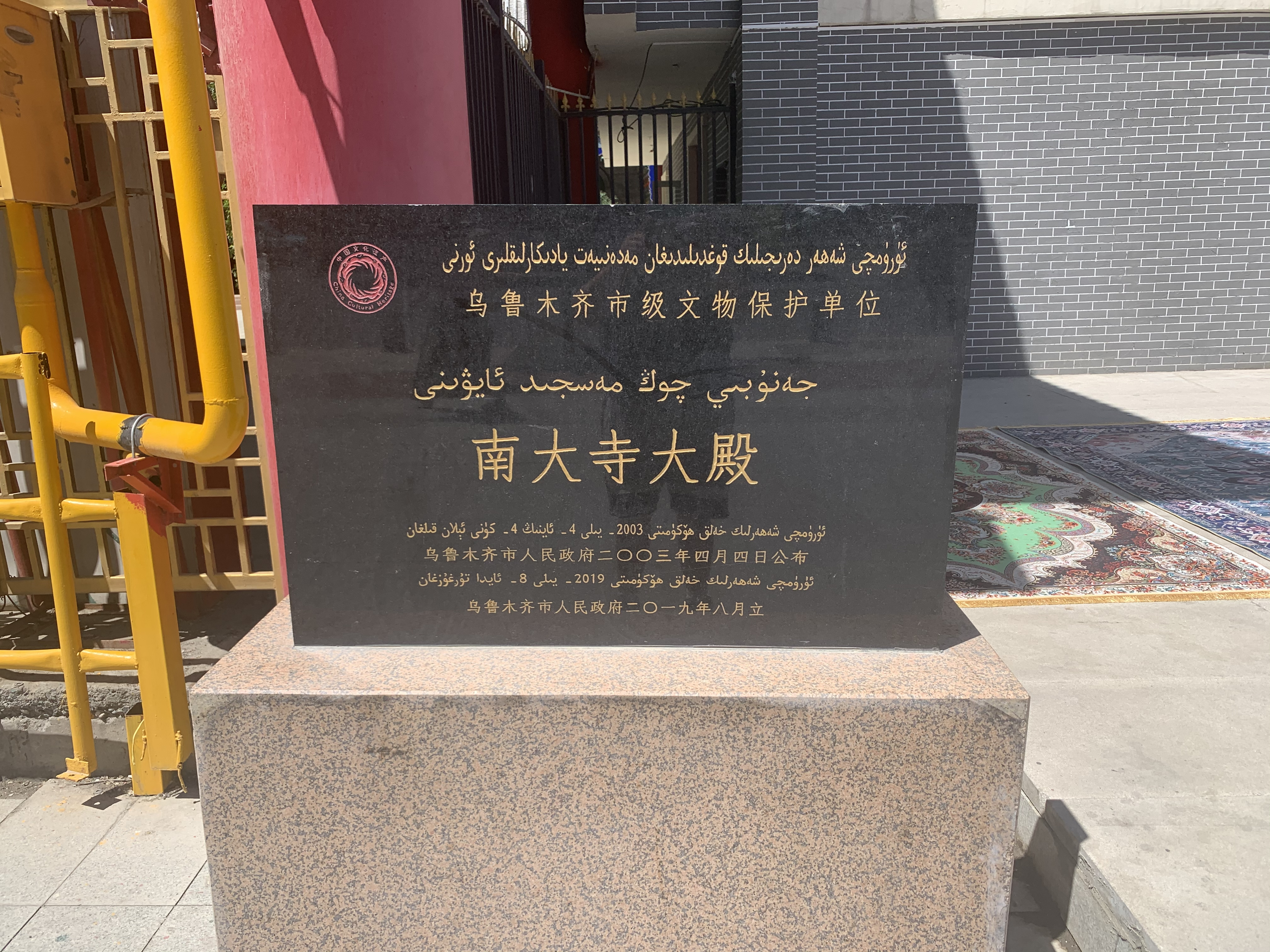
南大寺大殿是乌鲁木齐市文物保护单位

南大寺位于中华人民共和国新疆维吾尔自治区乌鲁木齐市天山区解放南路。在二道桥市场与团结路之间。南大寺对面为国际大巴扎，西侧是南大寺家属院，北侧为雄鹰大厦。南大寺院内有一颗松柏树，并种植有一些葡萄和花草。
南大寺坐西朝东，是典型的回族清真寺建筑样式，占地超过3160平方米，建筑面积464平方米。南大寺原门楼因道路拓宽而拆除。现存最早的建筑是礼拜殿（大殿）和厢房。另外，南大寺还有新建的大门、铺面及沐浴室、伊玛目住房等建筑。现在的南大寺大门是高15米的两层建筑。二楼楼顶建有立刹杆和弯月标志的亭子。大门面楼与南大寺大殿风格一致，已出租于商户。
南大寺大殿为砖木结构建筑。大殿从中心轴线左右对称，整体风格是中国古建筑融合伊斯兰建筑风格。房顶前檐为单檐歇山式，覆盖琉璃瓦。有6根檐柱和4根内檐柱，柱子均为红色且有石质基座，柱头则绘有花草图案。南大寺大殿平面呈“凸”字形，大殿面阔五间，每间宽4米，进深一间3.9米。其中正中为正殿，正殿进深两间，宽深均为4米。后窑殿面阔三间，进深两间。西侧墙壁上设有半圆形圣龛，并有匾额和对联，中间墙壁因突出礼拜的方向则涂为墨绿色。在伊斯兰宗教节日时，南大寺可以同时容纳千人进行礼拜。大殿外殿横梁上记载有建殿时间。其中右梁伟民国纪年，其内容为：“大中华民国十有八年□历□谷旦”。而左梁则为回历纪年，内容为：“大成旨圣西历一千三百四十八年□□吉旦”。大殿正门悬挂着“新日明德”横匾，并且垂着四条伊斯兰教圣训。大殿侧墙的窗户有弧形窗楣，并有经过雕刻装饰的挑檐及对联和横批。大殿殿门为木质隔扇门，门上绘有彩绘。大殿的梁、坊和墙壁上都用了蓝色、绿色、红色、黄色、黑色和白色绘制了花草、云纹、铭文及山水的纹饰。步廊两侧的山墙内侧则有用青砖雕刻的图案，其中中间两幅是荷花图案，左右两侧为兰花和梅花。四条屏的上下装饰有荷花和荷叶。两侧则有内容为“克己复礼奉一真 真心修身存三畏”、“明微去危躍真界 滌濾洗心脱幻境”的条幅。
南大寺大殿基本保持了原有布局和规模，部分门窗改为塑钢。2011年，乌鲁木齐市房屋安全鉴定办公室曾对南大寺进行了鉴定。在当时，南大寺经历多次维修后，部分梁柱和挑檐多次被更换。墙体存在风化、酥化、剥蚀等情况的出现，一些地方的砌砖外鼓或者脱落。墙体和殿内梁架都出现有裂纹，雨天因防水层破损出现漏水的情况。另外，木柱有油漆脱落的情况发生。
南大寺有阿訇1名，教民1100户，他们都是遵奉哲合忍耶的回族人。2004年左右，该寺教长（阿訇）为雷发喜。